# Luigi Capponi
Luigi Capponi (Florença, 1583 - Roma, 6 de abril de 1659) foi um cardeal do século XVII

## Biografia
Nasceu em Florença em 1583. De família patrícia com vários senadores. Terceiro dos quatro filhos do senador Francesco Capponi e Ludovica di Ristoro Macchiavelli. Os outros irmãos eram Pier Maria, Filippo e Simona. Ele também está listado como Aloysius Capponius.
Foi a Roma muito jovem para frequentar o Seminário Romano; depois, estudou em Perugia; e mais tarde, ele voltou a Roma e estudou no Archgymnasium de Roma ( Universidade La Sapienza ), onde obteve o doutorado em direito..
Prelado papal. Tesoureiro da Câmara Apostólica, abril de 1605..
Criado cardeal diácono no consistório de 24 de novembro de 1608; recebeu o chapéu vermelho em 29 de novembro de 1608; e a diaconia de S. Agata alla Suburra em 10 de dezembro de 1608. Legado em Bolonha, em 27 de agosto de 1614; teve a especial responsabilidade de coordenar as várias iniciativas planejadas pelo papa para recuperar o território do Po delta e regularizar as águas dos rios da região; ele adoeceu gravemente e em 2 de dezembro de 1619, o cardeal Giulio Savelli foi nomeado legado por um triênio. Optou pela diaconia de S. Ângelo em Pescheria, em 13 de janeiro de 1620. Participou do conclave de 1621, que elegeu o Papa Gregório XV..
Eleito arcebispo de Ravenna em 3 de março de 1621. Consagrado, domingo, 14 de março de 1621, igreja de S. Biagio em Montecitorio, pelo cardeal Roberto Ubaldini, auxiliado por Orazio Ottavio Rodolfi, bispo de Ariano, e por Alessandro Scappi, bispo de Campagna. Concedeu o pálio em 29 de março de 1621. Durante seu episcopado, trabalhou com grande zelo no cuidado pastoral; visitou repetidamente as paróquias da diocese; convocou um sínodo diocesano em 1627; e um provincial em 1632; embelezou a catedral metropolitana; e restaurou e ampliou o palácio arquiepiscopal; atuou como pacificador entre dois partidos que dividiam a cidade, que se chamavam "Guelfos" e "Gibelinos", e que com suas lutas haviam perturbado a vida econômica e a tranquilidade dos cidadãos. Ele tinha uma grande devoção pela Bem-Aventurada Virgem Maria e a ela dedicou muitas homilias. Optou pela ordem dos cardeais sacerdotes, em 19 de abril de 1621; e optou pelo título de S. Carlo ai Catinari, 5 de maio de 1621. Optou pelo título de S. Pietro in Vincoli, 2 de maio de 1622. Desde 1623, ele era membro da Congregação dos Cardeais que dirigia o cargo criada pelo Papa Gregório XV para coordenar a atividade missionária, que se tornou a Congregação de Propaganda Fide; quando o Cardeal Antonio Barberini, que se tornou a Congregação de Propaganda Fide; quando o Cardeal Antonio Barberini, que se tornou a Congregação de Propaganda Fide; quando o Cardeal Antonio Barberini,iuniore , que era prefeito, foi forçado a fugir para a França por causa da hostilidade do novo Papa Inocêncio X, o cardeal Capponi, por nomeação dos outros cardeais que dirigiam a congregação, assumiu as funções de pró-prefeito, o que fez não desistiu quando o cardeal Barberini voltou e retomou seu cargo. Participou do conclave de 1623, que elegeu o Papa Urbano VIII. Optou pelo título de S. Lorenzo em Lucina, 20 de agosto de 1629. Cardeal protoprete . Co-legado de Bolonha, Ferrara e Romandiola, com o Cardeal Antonio Barberini, iuniore , 1º de dezembro de 1642. Participou do conclave de 1644, que elegeu o Papa Inocêncio X. Prefeito da SC de Ritos e Cerimônias de fevereiro de 1645 até sua morte. Renunciou ao governo da arquidiocese de Ravenna em favor de seu sobrinho, Luca Torregiani, em 18 de setembro de 1645. Prefeito da SC de Propaganda Fide, em 27 de outubro de 1645. Nomeado bibliotecário da Santa Igreja Romana, ad vitam , em 4 de agosto , 1649; não sendo homem de letras, escolheu colaboradores adequados e trabalhou para que a biblioteca realizasse melhor sua função. Participou do conclave de 1655, que elegeu o Papa Alexandre VII. Ele redigiu seu testamento em 1655 e nele deixou parte de sua fortuna para a Congregação de Propaganda Fide para construir e equipar uma gráfica..
Morreu em Roma em 6 de abril de 1659, Domingo de Ramos, entre 10 e 11 horas, em seu palácio romano. Enterrado em seu título, S. Lorenzo in Lucina.